# San Marino
För andra betydelser, se San Marino (olika betydelser).
San Marino, formellt Republiken San Marino (italienska: Repubblica di San Marino), är en republik belägen på Apenninska halvön i södra Europa, helt omsluten av Italien. San Marino är en av Europas mikrostater. Dess invånare kallas sanmarinier.
San Marino hade världens femte högsta förväntade genomsnittliga livslängd: 83,4 år (2018). Landet har också enligt Världsbanken fler motorfordon än invånare. Motorfordon från San Marino bär nationalitetsbeteckningen RSM.

## Historia
San Marino är den enda kvarvarande av de stadsstater som fanns i Italien under medeltiden. Enligt traditionen uppstod staten under 300-talet ur en kristen bosättning, som flytt till platsen med helgonet Marinus i spetsen undan förföljelserna beordrade av kejsar Diocletianus. I själva verket kan Marinus ha levt någon gång mellan år 500 och 700. Ett Castellum Sancti Marini omtalas år 885. Landet har nästan helt utan avbrott lyckats upprätthålla en hög grad av självständighet genom århundradena, en faktor är det svårtillgängliga läget. Självständigheten hotades i början av den nya tiden av påvemakten, men emellertid erkände Kyrkostaten San Marinos självständighet år 1631.
När kejsar Napoleon I erövrade Italien kom San Marino under franskt beskydd. År 1815, efter Napoleons fall, återupprättades Kyrkostaten under Wienkongressen. Den lokale ledaren hävdade dock San Marinos fulla oberoende trots att romersk-katolska kyrkan ville bevara sitt inflytande över landet. En konflikt uppstod som varade fram till 1861, vid konungariket Italiens bildande, då ett vänskapsavtal upprättades mellan den nya italienska staten och San Marino, som därmed lyckades bevara sin självständighet. Under andra världskriget var San Marino neutralt och kom att bli en fristad för tusentals italienska judar. Trots sin neutralitet utsattes landet för ett antal bombangrepp, något som landet senare kompenserades för.
Med undantag av att man numera har demokratiska val med allmän och lika rösträtt har styrelseskicket inte förändrats nämnvärt sedan 1240-talet. Den lagstiftande makten ligger hos parlamentet (se nedan).

## Geografi

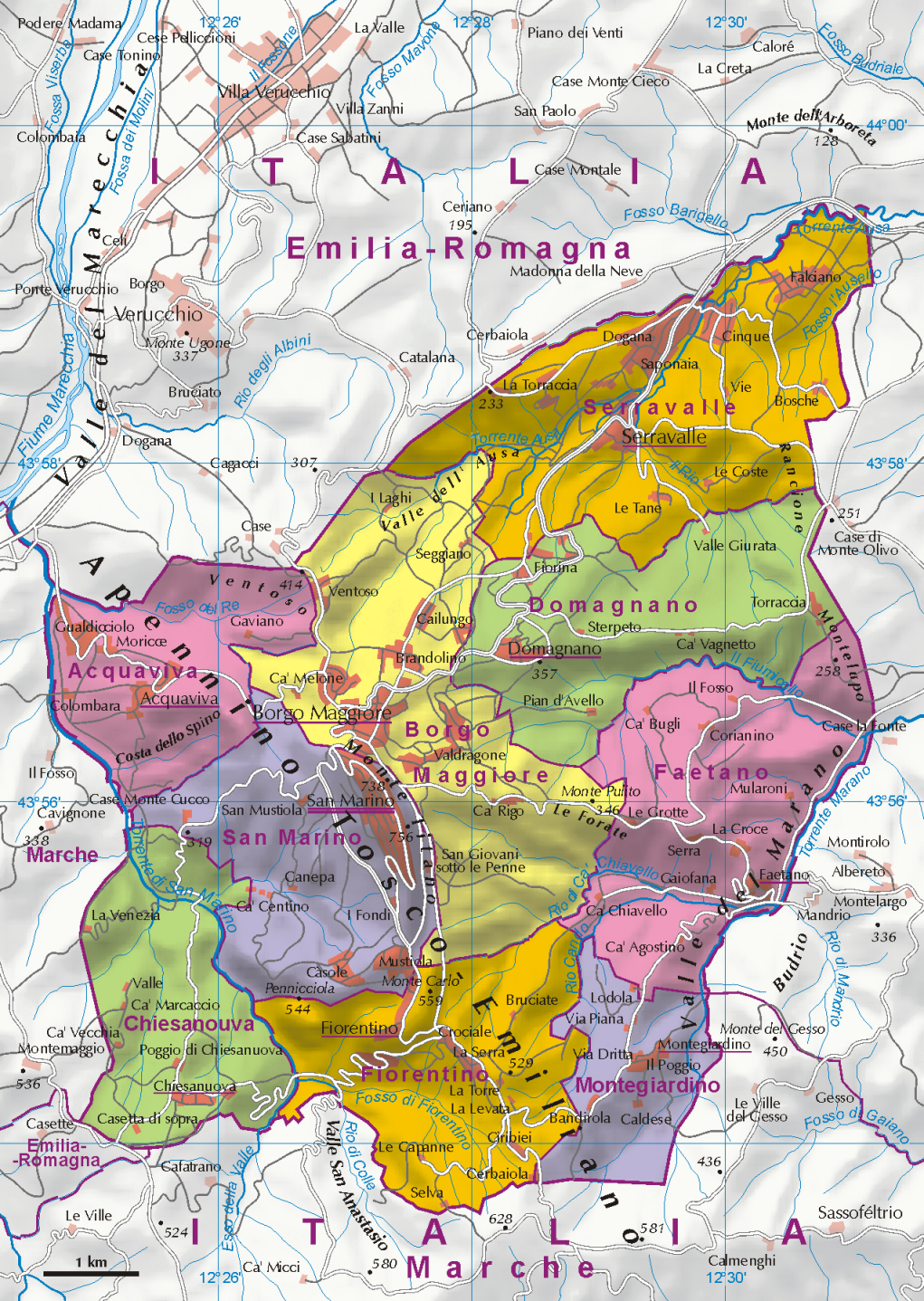
Karta över San Marino.

### Topografi
San Marino är beläget på berget Monte Titanos sluttningar i östra delarna av Italien. Det gränsar till de italienska regionerna Emilia-Romagna i norr och Marche i söder. Gränsen mot Italien är 37 kilometer lång.

### Hydrografi
San Marino dräneras av de mindre betydelsefulla floderna Ausa, Marano och San Marino.

### Klimat
San Marino har på grund av höjdläget ett milt varmtempererat klimat snarare än ett typiskt medelhavsklimat. Temperaturen kan under vintrarna gå ned till −7 °C och på somrarna nå upp till 26 °C. Årsnederbörden är ungefär mellan 550 och 800 mm.

### Naturskydd
San Marino har anslutit sig till internationella miljöavtal om biologisk mångfald, klimatförändringar, ökenspridning, förbud mot kärnvapenprov. De har undertecknat avtalen men inte ratificerat dem.

## Styre och politik

### Författning och styre
San Marino har ett unikt statschefsämbete, som utövas av två personer samtidigt, de två regerande kaptenerna (Capitani Reggenti) som väljs av regeringen (se nedan) för en sexmånadersperiod åt gången. Sedan den 1 oktober 2022 har de två regerande kaptener varit Manuel Ciavatta och Maria Luisa Berti.
Den verkställande makten utövas av en regering kallad statskongress (Congresso di Stato) som väljs av parlamentet för fem år. Ledamöterna i statskongressen kallas statssekreterare. Regeringschef är statssekreteraren för utrikes och politiska frågor.

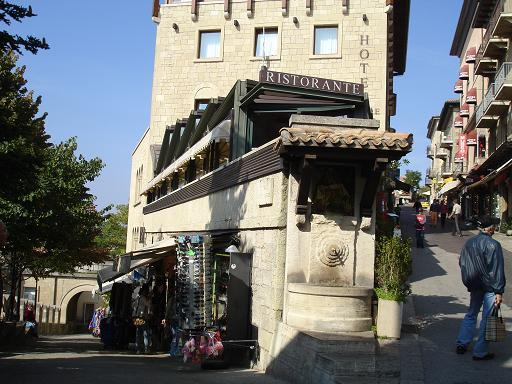
Staden San Marino.

Den lagstiftande makten utövas av ett enkammarsparlament (Consiglio Grande e Generale) med 60 ledamöter, som väljs i allmänna, direkta val. Sedan 2016 röstar man i två omgångar om ingen koalition uppnått majoritet i första valomgången. Vid valet 2016 tog vänsterkoalitionen Adesso.sm makten i parlamentet.

### Administrativ indelning
San Marino är indelat i nio kommuner (Castelli): staden San Marino, Borgo Maggiore, Serravalle, Acquaviva, Chiesanuova, Domagnano, Faetano, Fiorentino och Montegiardino. Varje kommun styrs av en kommunstyrelse (Giunta) med en borgmästare (Capitano di Castello) som ordförande.

### Rättsväsen
Den dömande makten utövas av en högsta domstol (Consiglio dei XII) och underordnade domstolar. Domarna väljs av parlamentet bland icke-sanmarineser, först för en period om fyra år och sedan på livstid.

### Försvar

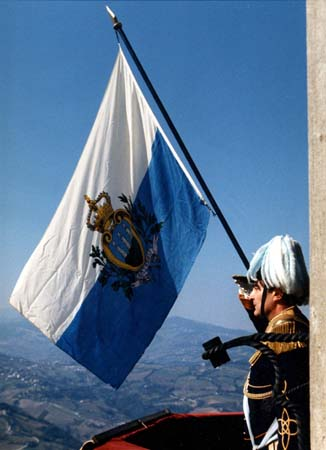
Guardia del Consiglio Grande.

San Marino är en neutral stat och har ingen värnplikt. Det existerar dock ett antal militära och polisiära kårer.

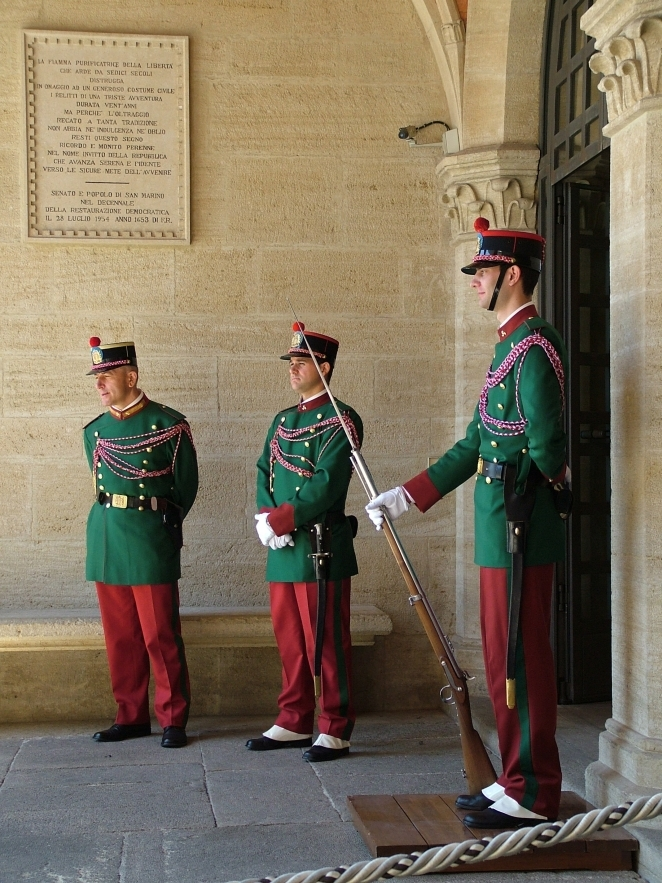
Guardia di Rocca.

- La Guardia del Consiglio Grande e Generale (grundad år 1700) är ett frivilligt hedersgarde för San Marinos politiska ledning.
- La Compagnia Uniformata delle Milizie är en frivillig miliskår, med framförallt ceremoniella funktioner.
- La Guardia di Rocca (grundad år 1700) bevakar San Marinos gränser och de offentliga byggnaderna, eskorterar värdetransporter samt fungerar som tullpolis.
- Il Corpo della Gendarmeria (grundad 1824) är en paramilitär poliskår med ansvar för att upprätthålla allmän ordning och säkerhet samt för brottsbekämpning.
- La Polizia Civile är en civil polismyndighet med ett polisiärt ansvar som framförallt omfattar trafik, turism, näringsverksamhet, post och skatter. Den har dessutom ett myndighetsansvar för brandförsvar, civilförsvar, miljövård och folkbokföring.

## Ekonomi och infrastruktur
Landet är i valutaunion med Italien och har därför euro som valuta. 

### Näringsliv
Av den yrkesverksamma befolkningen är 1 % sysselsatt i jordbruket, 42 % i industrin och 57 % inom tjänstesektorn.

#### Jordbruk
San Marino är ett bergigt land: endast 16,7 procent av jorden är brukbar.
De viktigaste jordbruksprodukterna är vete, vindruvor, majs, oliver, nötkött, fläskkött, ost och hudar.

#### Råvaror
Landets största naturresurs är sten.

#### Industri
De viktigaste industrierna är textilindustrin, elektronikindustrin, keramisk industri, cementtillverkning och vinproduktion. 

#### Tjänster och turism
De viktigaste tjänstesektorerna utgörs av bankverksamhet och turism. Turismen bidrar med mer än 50 % av landets BNP.

### Infrastruktur

#### Transporter
San Marino har ett vägnät som omfattar omkring 290 kilometer. Det finns tre huvudgränsövergångar med Italien, där det vanligen inte är identitetskontroll. Det finns inga järnvägar och ingen flygplats i San Marino. Det finns en helikopterplattform i landet. Närmaste flygplats är Rimini flygplats, cirka 20 km bort. Närmaste storflygplatser är i Rom och Milano, båda runt 350 km bort.

## Befolkning

### Demografi
Landet har cirka 33 800 invånare (2018), varav drygt 4 400 bor i huvudstaden San Marino. I landet finns cirka 4 000 utlänningar, främst italienare.

### Språk
I San Marino är det officiella språket och modersmålet för befolkningen italienska. Det traditionella talspråket i landet tillhör dialektgruppen romagnolo.

### Religion
Minst 95 procent av befolkningen beräknas tillhöra den romersk-katolska kyrkan, som är statsreligion. Mindre minoriteter av protestanter (bland annat valdenser), bahaier, muslimer och judar finns i landet.

## Kultur

### Idrott
San Marinos Grand Prix i formel 1 arrangerades årligen 1981–2006. Loppet kördes på Autodromo Enzo e Dino Ferrari i Italien, men kallades San Marinos Grand Prix eftersom det redan fanns ett annat lopp (som kördes på Monza) som betecknades som Italiens Grand Prix. Från 2007 körs istället ett lopp i MotoGP på Misano World Circuit (även den i Italien) som kallas San Marinos Grand Prix.
San Marino har även haft en världsmästare i Roadracing, Manuel Poggiali, som vunnit 125GP 2001 och  250GP 2003.
För information om landets fotbollslag, se San Marinos herrlandslag i fotboll.